# Whitewater (Wisconsin)
Whitewater es una ciudad ubicada en el condado de Walworth en el estado estadounidense de Wisconsin. En el Censo de 2010 tenía una población de 14.390 habitantes y una densidad poblacional de 613,58 personas por km².

## Geografía
Whitewater se encuentra ubicada en las coordenadas 42°50′15″N 88°44′3″O / 42.83750, -88.73417. Según la Oficina del Censo de los Estados Unidos, Whitewater tiene una superficie total de 23.45 km², de la cual 22.68 km² corresponden a tierra firme y (3.3%) 0.77 km² es agua.

## Demografía
Según el censo de 2010, había 14.390 personas residiendo en Whitewater. La densidad de población era de 613,58 hab./km². De los 14.390 habitantes, Whitewater estaba compuesto por el 87.96% blancos, el 3.51% eran afroamericanos, el 0.25% eran amerindios, el 1.95% eran asiáticos, el 0.07% eran isleños del Pacífico, el 4.48% eran de otras razas y el 1.79% pertenecían a dos o más razas. Del total de la población el 9.53% eran hispanos o latinos de cualquier raza.